# Salonska glasba
Salonska glasba je bila popularna zvrst v Evropi v 19. stoletju. Najpogosteje je bila napisana za klavir v romantičnem stilu. Po navadi jo je izvajal skladatelj v prostorih imenovanih saloni. Salonske skladbe so največkrat precej kratke in se osredotočajo na prikaz čustvenega izraza. Vsakdanje pod zvrsti salonske glasbe so operne parafraze (drugačne predstavitve že znane teme), pri katerih so osnove za zgradbo mnogovrstne teme iz različnih tem iz popularnih oper. Salonska glasba upodablja posebno situacijo ali pripoved.

## Salonski skladatelji
Veliko znanih glasbenikov je napisalo nekaj del, ki so jih uvrstili v kategorijo salonske glasbe. Nekateri pianisti pa so skladali samo salonsko glasbo, vendar so bolj ali manj ostali nepomembni in neznani.
- Sigismond Thalberg je pisal predvsem operne parafraze, po navadi s triročno tehniko, ki je postala njegov zaščitni znak. Znan je kot najboljši samo salonski skladatelj.
- John Field je napisal serije nokturnov, ki so imele velik vpliv na Chopina
- Frederic Chopin je bil veliko pomembnejši skladatelj, kot salonski skladatelji in večina kritik ga je označila za predobrega, da bi ga prištevali v to skupino. Vendar so v nekaterih njegovih delih elementi alonske glasbe vseeno prisotni.
- Franz Liszt - kot Chopin je tudi on presegel pojme salonske glasbe; samo nekaj njegovih skladb bi lahko prišteli k salonski glasbi
- Louis Moreau Gottschalk je znan kot prvi ameriški pianist, ki je požel uspehe tudi v Evropi
- Henri Herz
- Ignaz Moscheles
- Benjamin Godard
- Julius Schulholff
- Martinus Sieveking
- Erik Satie